# Clara Zetkin
Clara Josephine Zetkin (em alemão: pronúncia em alemão: [ˈtsɛtkiːn]; nascida Clara Josephine Eißner transl. em alemão: Clara Josephine Eissner em  Wiederau, Reino da Saxônia, em 5 de julho de 1857 — falecida em Arkhangelskoye, Arcangel, República Socialista Federativa Soviética da Rússia, União Soviética, em 20 de junho de 1933) foi uma professora, jornalista e política marxista alemã. É uma figura histórica do feminismo. Foi uma das fundadores e dirigentes do Socorro Vermelho Internacional.

## Atividade jornalística
Apesar das leis anticomunistas vigentes na Alemanha, Clara Zetkin (que adotou o nome de seu companheiro, Ossip, embora eles jamais tivessem se casado), participa clandestinamente da difusão do jornal do SPD, Der Sozialdemokrat. Ossip é preso juntamente com August Bebel e Wilhelm Liebknecht, e, como era russo, é expulso da Alemanha em 1880. A própria Clara também seria  expulsa da Saxônia pouco depois, refugiando-se em Zurique. O casal se reencontraria em Paris, 1882, passando a residir na capital francesa.
Quando Ossip Zetkin (1850–1889) se torna  secretário do primeiro movimento de trabalhadores imigrados de  Paris, majoritariamente composto de russos e romenos, Clara se torna correspondente  de Der Sozialdemokrat. Nessa época, o casal Zetkin encontra-se com Louise Michel, Jules Guesde, Laura Marx e seu marido Paul Lafargue. Em 1886, Clara contrai tuberculose e retorna a Leipzig por quatro meses, para se tratar.
Em 1889,  violentas greves ocorrem em toda a Alemanha e, em 1890, as leis antissocialistas são abolidas. Em 1891, pouco depois da morte do marido, Clara Zetkin volta à Alemanha e cria, em 1892, o  jornal Die Gleichheit (A Igualdade), do qual ela será redatora-chefe. O jornal será publicado até 1917. Die Gleichheit  será um instrumento de educação popular das mulheres trabalhadoras e de informação sobre suas condições de trabalho, estruturando um importante movimento social-democrata feminino.

## Criação do Dia Internacional da Mulher

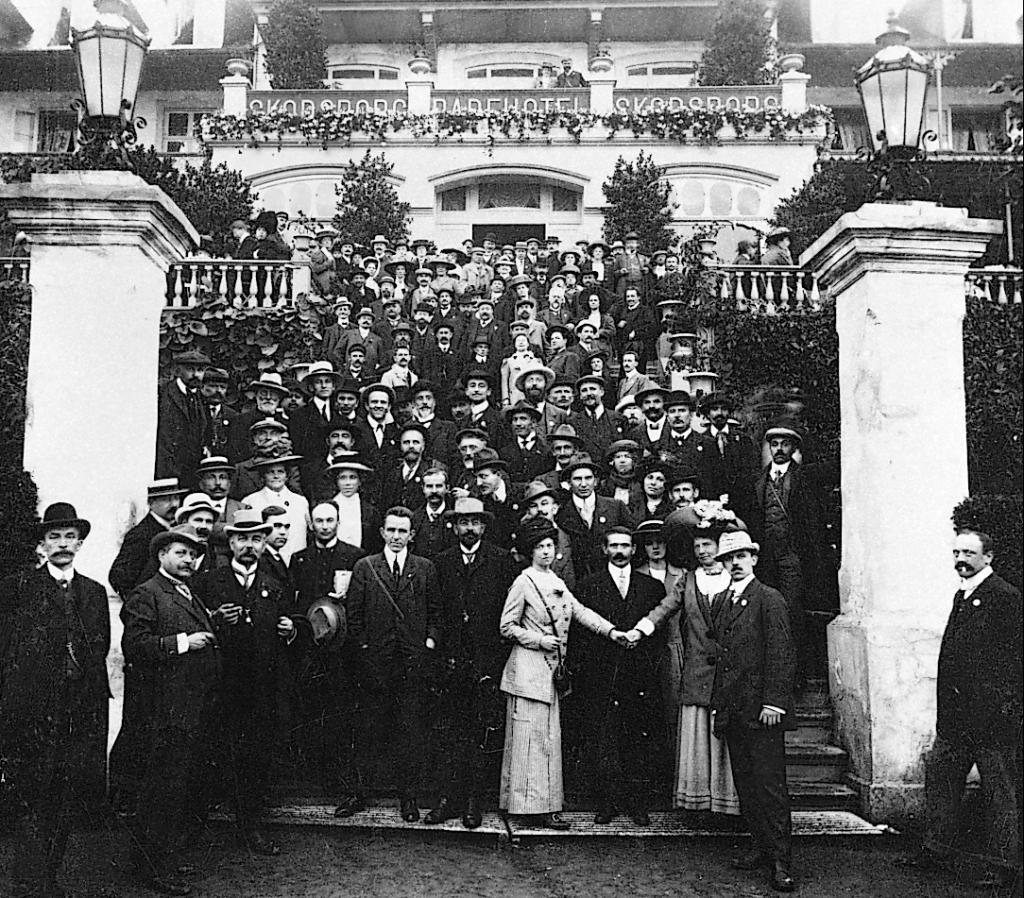
Copenhague, 1910. VIII Congresso da Internacional Socialista: na frente, Alexandra Kollontai e Clara Zetkin

Em 26 de agosto de 1910, durante  a Segunda Conferência  Internacional das Mulheres Socialistas, realizada na Casa do Povo (Folket Hus), em Copenhage, Clara Zetkin propôs, com Alexandra Kollontai, a criação do Dia Internacional da Mulher, como  uma jornada anual de manifestação pelo direito de voto para as mulheres, pela igualdade dos sexos e pelo socialismo. O primeiro Dia Internacional da Mulher foi comemorado em 19 de março de 1911. Posteriormente, a comemoração passaria a ocorrer no dia 8 de março.

## Pacifismo na Alemanha

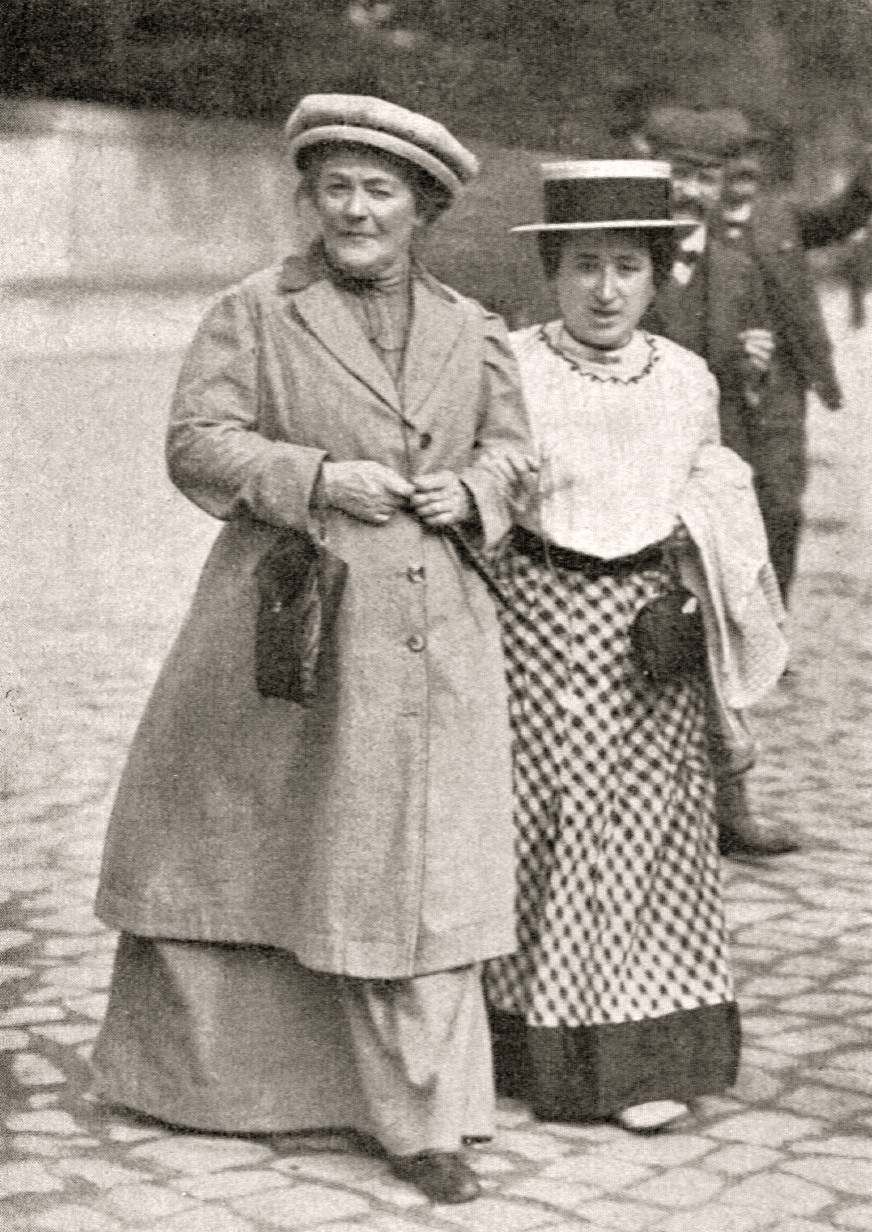
Clara Zetkin e Rosa Luxemburgo, 1910

Depois de ter sido membro da ala esquerda do Partido Social-Democrata da Alemanha (SPD) até  1917, juntou-se ao Partido Social-Democrata Independente da Alemanha (USPD) (pacifistas) filiando-se à corrente revolucionária representada pela Liga Spartacus, de cuja criação, em 1915, Clara Zetkin  participou, com Rosa Luxemburgo e Karl Liebknecht.
A Liga Spartacus daria origem, durante a  Revolução Alemã de 1918-1919, ao Partido Comunista da Alemanha (KPD), pelo qual Clara Zetkin seria eleita deputada no Reichstag, durante a República de Weimar (1919 – 1933).
Como membro da Liga, Zetkin participou de numerosas ações pacifistas,  o que lhe rendeu  várias detenções e, finalmente, a prisão. Dentre essas ações, destaca-se a organização de uma  conferência  da Internacional Socialista de Mulheres, realizada em  Berna, 1915, quando mulheres de todos os países envolvidos na Primeira Guerra Mundial declararam "guerra à  guerra", conforme os princípios originais da Internacional  Socialista.

## Honrarias
Clara Zetkin foi agraciada com Ordem de Lênin (1932) e a ordem do Estandarte Vermelho (1927).

## Últimos anos e morte
Obrigada a fugir da Alemanha após a ascensão do nazismo e a interdição do KPD, faleceu algumas semanas mais tarde, no exílio, em Moscou, aos 75 anos. O túmulo de Clara Zetkin se encontra junto à muralha do Kremlin, na Praça Vermelha, em Moscou, local em que eram enterradas conhecidas e influentes personalidades ligadas ao regime soviético.